# 武汉大学HOPE护理学院
武汉大学HOPE护理学院是武汉大学医学部曾经设置的一个学院，起源于1983年的湖北医学院护理系开设的护理本科教育。

## 历史
- 1983年开办夜大护理本科。
- 1985年成立护理系，招收全日制护理专科。
- 1993年开设全日制本科。
- 2002年与美国世界健康基金会（Project HOPE）合作创立HOPE护理学院。[4]
- 2014年，接收第三期USAID资助成立学院综合模拟复中心。2008年以来，美国国际开发署（USAID）共向学院提供逾200万美元支持。[5]
- 2016年7月，HOPE护理学院和公共卫生学院合并，成立武汉大学健康学院。

## 本科
- 护理学[3]

## 研究生
- 硕士及博士
  - 护理学[1]